# 天津李公祠

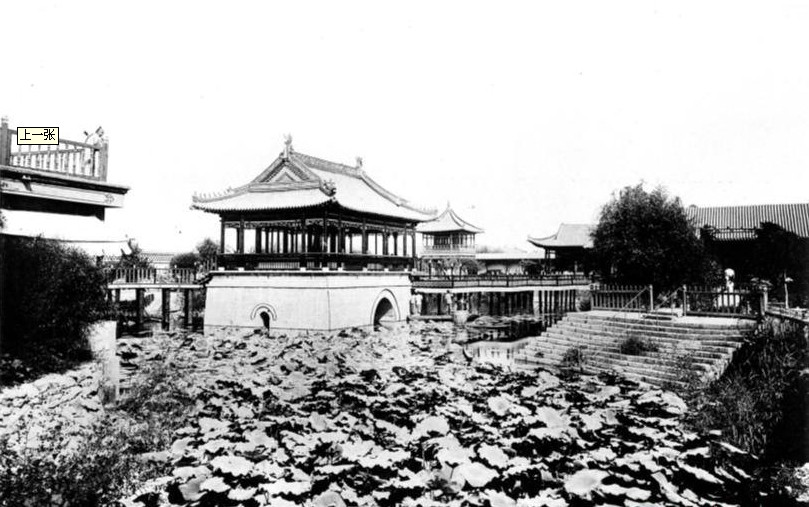
天津李公祠后院

天津李公祠，即“天津李鸿章祠堂”，又称“天津李鸿章庙”，是中国天津市现已不存在的一座祠堂建筑群，始建于清光绪三十一年(1905年)，位于原淮军在天津驻地窑洼（今河北区天纬路李公祠西箭道4号，天津市第五十七中学校址），天津李公祠是中國清朝末期重臣，將領兼外交官、洋務運動的主要倡導者之一、淮軍創始人和统帥、直隶总督兼北洋通商大臣、文华殿大学士李鸿章的祠堂，后简称“李公祠”。

## 历史

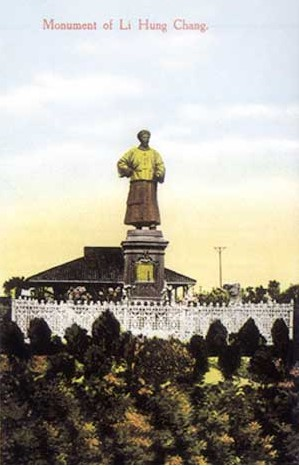
天津李公祠前院中的李鸿章铜像，建于清光绪三十二年

清光绪二十六年(1900年)，李鸿章复调回天津原职并于清光绪二十七年(1901年)病故，根据清典中：“功臣死后要赠谥建祠。李鸿章死后赐太傅、一等侯爵安葬，谥“文忠”，并准入祀贤良祠。”清政府先后在李鸿章家乡和北京、天津、上海、江苏、浙江、河北、山东和河南等任职之处为其修建了十座祠堂。清光绪三十一年(1905年)，李鸿章继任者袁世凯在天津窑洼建立李公祠。辛亥革命以后，天津李公祠曾改为游园并设茶座，并逐渐成为天津各政治派别的资产阶级政客、社会名流议政、集会的场所。1937年，七七事变后，天津沦陷，天津李公祠被日本军队占用，园中的河水被截断。1945年，天津光复后，天津李公祠曾被国民党三区党部书记宋雁题利用在祠堂西跨院兴办启明小学，后来，宋雁题又向李鸿章之孙李嘉琛借用前院来开办庐山中学。中华人民共和国成立后，天津市人民政府先后将天津李公祠原建筑拆毁并改建学校，原址先后作为向前小学和天津市第三十三中学。后来，天津李公祠后花园的部分山石被移至曹家花园，其余部分填平后改为天津造纸研究所。天津李公祠西门入口处的一片空地和原游廊改为天津师范附小的操场，后来又改为西箭道小学的东院，后再次拆除。天津李公祠前门的照壁和李公祠大街之间的广场被辟为渔业批发市场。园中的六角亭移至北宁公园，原天津李公祠祠堂中的石碑部分移至天津市历史博物馆，部分被埋地下。目前，天津李公祠原址为天津市第五十七中学的校址，学校周围仅存留李公祠大街、李公祠东箭道和李公祠西箭道的名字。

## 建筑
原天津李公祠的建筑风格仿照李鸿章合肥家乡祠堂的建筑风格，占地两万余平方米，祠堂正门为两扇朱漆大门，坐北朝南，门前设有石级，左右设有石狮，正门对面设有一面磨砖对缝的大影壁墙，正门两侧设有东箭道和西箭道，正门的大墙东端设有便门，正门两侧里面设有门房。进入天津李公祠正门为前院，前院设有红柱绿琉璃瓦的游廊，前院中部安放着清光绪三十二年（1906年）所建的的李鸿章铜像。前院内设有东西配房和厢房。前院北面两侧设有腰房，前院中间设有过厅通向后院。后院设有东西两侧厢房和后花园，后花园中引北运河水入内形成小池，池中设有一座琉璃瓦六角亭，六角亭后面设有享堂，享堂内部设有红色大圆柱。

## 内部链接
- 李鸿章